# Frances Halsband
Frances Halsband (née à New York le 30 octobre 1943) est une architecte américaine.

## Biographie
Elle est cofondatrice du bureau Kliment & Halsband Architects à New York, fondé en 1972.
Elle est diplômée Bachelor of arts du Swarthmore College et master d'architecture de l'université Columbia en 1968. 
Elle épouse Michael Kliment en 1971 et ils ouvrent ensemble le bureau M. Kliment & Frances Halsband Architects.
Le style de l'agence se caractérise par des références au classicisme, modernisme et postmodernisme.